# QuteCom
QuteCom (стара назва WengoPhone) — багатоплатформний програмний клієнт SIP-мереж, дозволяє передавати мовну інформацію та відеозображення на інший комп'ютер, або за підтримки провайдером на стаціонарний або мобільний телефон. Проект розробляється групою добровольців, за підтримки провайдера SIP Wengo. Підтримує різні стандарти протоколу SIP та різні кодеки ILBC, AMR-WB, G.711 (PCMA, PCMU), AMR і GSM.